# 洛里亚娜·库卡
洛里亚娜·库卡（1997年4月5日—），科索沃女子柔道运动员，2019年欧洲运动会女子78公斤级铜牌得主、2019年世界柔道锦标赛女子78公斤级铜牌得主、2020年欧洲柔道锦标赛女子78公斤级铜牌得主。她的叔父Driton是柔道教练。